# Delhi (Haixi)

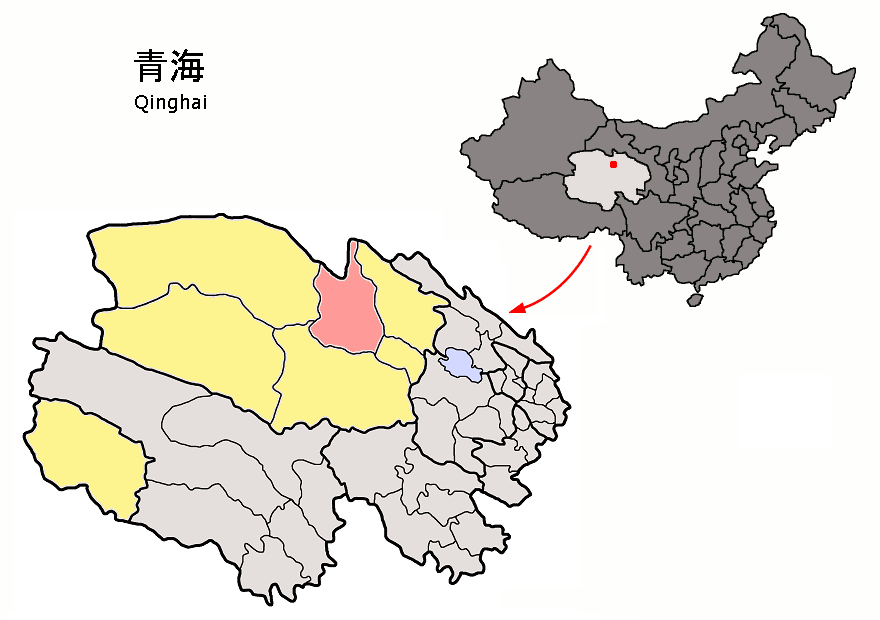
Lage von Delhi (rosa) in Haixi (gelb)

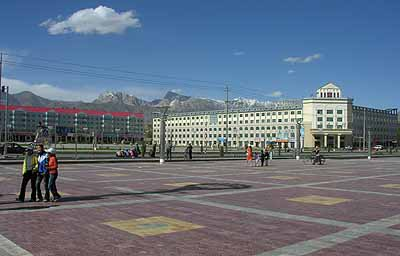
Ansicht von Delhi

Die Stadt Delhi (chinesisch 德令哈市, Pinyin Délìnghā Shì; mongolisch Дэлхий Delchii; tibetisch གཏེར་ལེན་ཁ་) ist eine kreisfreie Stadt in der chinesischen Provinz Qinghai. Sie liegt am Nordostrand des Qaidam-Beckens und am Südfuß des Bergzuges Zongwulong Shan 宗务隆山. Delhi, das aus den durch den Bayin-Fluss getrennten Stadtteilen Hexi (河西) und Hedong (河东) besteht, gehört zum Autonomen Bezirk Haixi der Mongolen und Tibeter, dessen Verwaltungssitz es ist. Die Bezirksregierung befindet sich in Hedong, das auf 2980 m ü. M. liegt.
Das gesamte Verwaltungsgebiet der kreisfreien Stadt Delhi erstreckt sich über 27.915 km² ins Umland und umfasst darauf 88.227 Einwohner (Stand: Zensus 2020), unter denen sich neben Han-Chinesen vor allem Mongolen, Tibeter sowie einige Hui, Salar und Tu finden. 1999 zählte die Stadt Delhi 56.501 Einwohner.
Die Stadt liegt an der Bahnstrecke nach Lhasa, ca. 500 km westlich von Xining, der Provinzhauptstadt von Qinghai, und noch 390 km vor Golmud. In den Bergen um Delhi sind militärische Anlagen untergebracht (mutmaßlich eine der größten Raketenbasen Chinas)